# Sydney Cockerell
Pour les articles homonymes, voir Cockerell.
Sydney Carlyle Cockerell (né le 16 juillet 1867 à Brighton, mort le 1er mai 1962 à Richmond) est un bibliographe, érudit, et conservateur de musée britannique qui fut l'un des directeurs du Fitzwilliam Museum  à Cambridge.

## Biographie
Il est employé tout d'abord par William Morris pour cataloguer ses livres et manuscrits, ce qui le mène à un poste de secrétaire à la Kelmscott Press. Après la mort de Morris, il partage son temps comme secrétaire de Wilfrid Scawen Blunt et comme conseiller de Henry Yates Thompson.
En 1900, il rejoint Emery Walker comme associé dans son entreprise de gravure, et ils conçoivent ensemble le type Subiaco pour St. John Hornby's Ashendene Press.
Il est un ami proche de Katharine Adams (1862-1952), et une fois a confessé  : « Je me serais bien marié avec elle, mais elle avait cinq années de plus que moi, et avec le temps de me décider au mariage, nous n'aurions pas pu avoir de famille »[réf. nécessaire]. Au lieu de cela, il se marie en 1907 avec Florence (Kate) Kingsford, calligraphe et enlumineur de Ashendene Press pour La Chanson de Solomon. Cela l'incite à trouver un travail « stable », et en 1908, il succède à M. R. James comme directeur du Fitzwilliam Museum à Cambridge.